# Mergoscia

Mergoscia. Historisches Luftbild von Werner Friedli (1964)

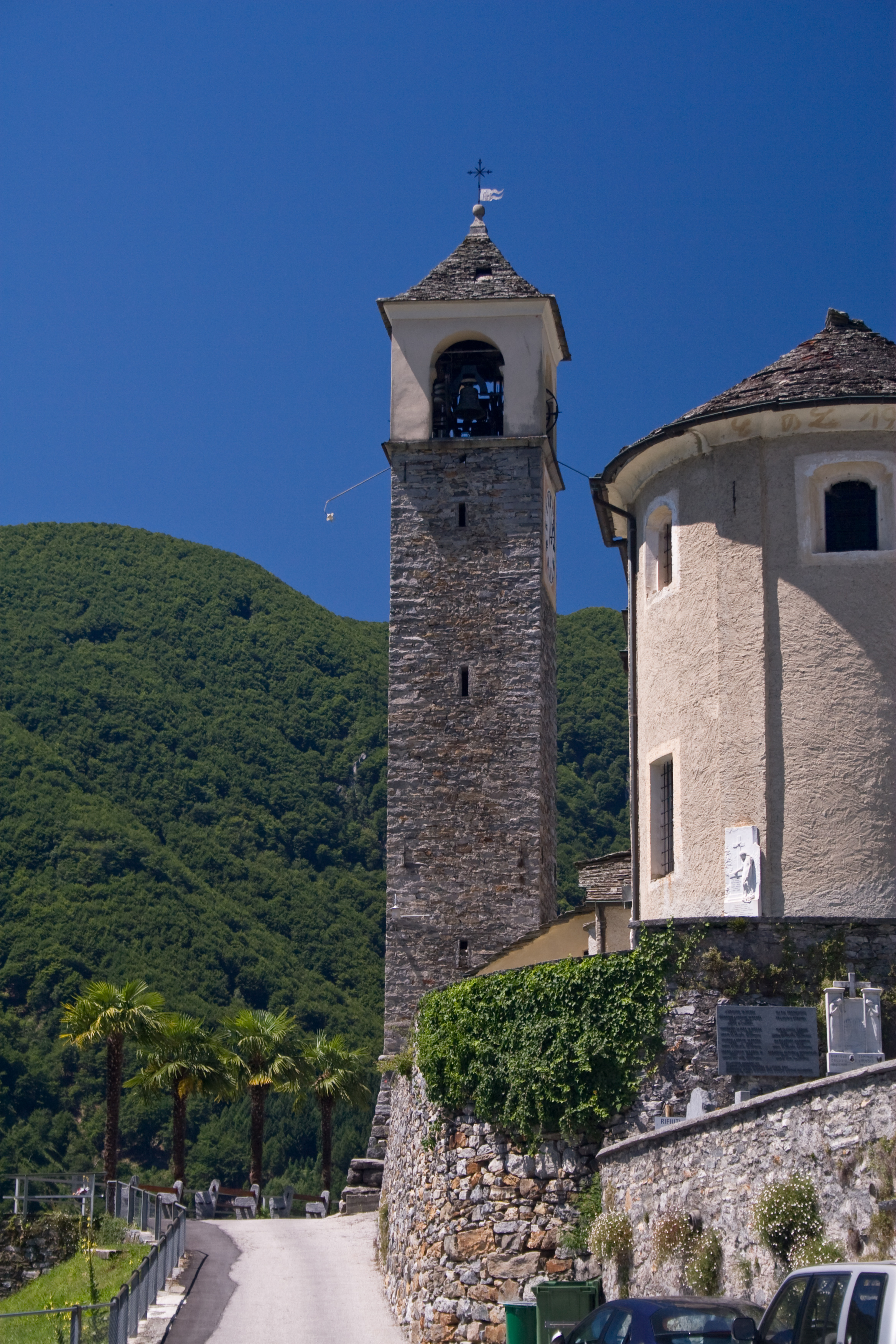
Pfarrkirche Santi Carpoforo e Gottardo

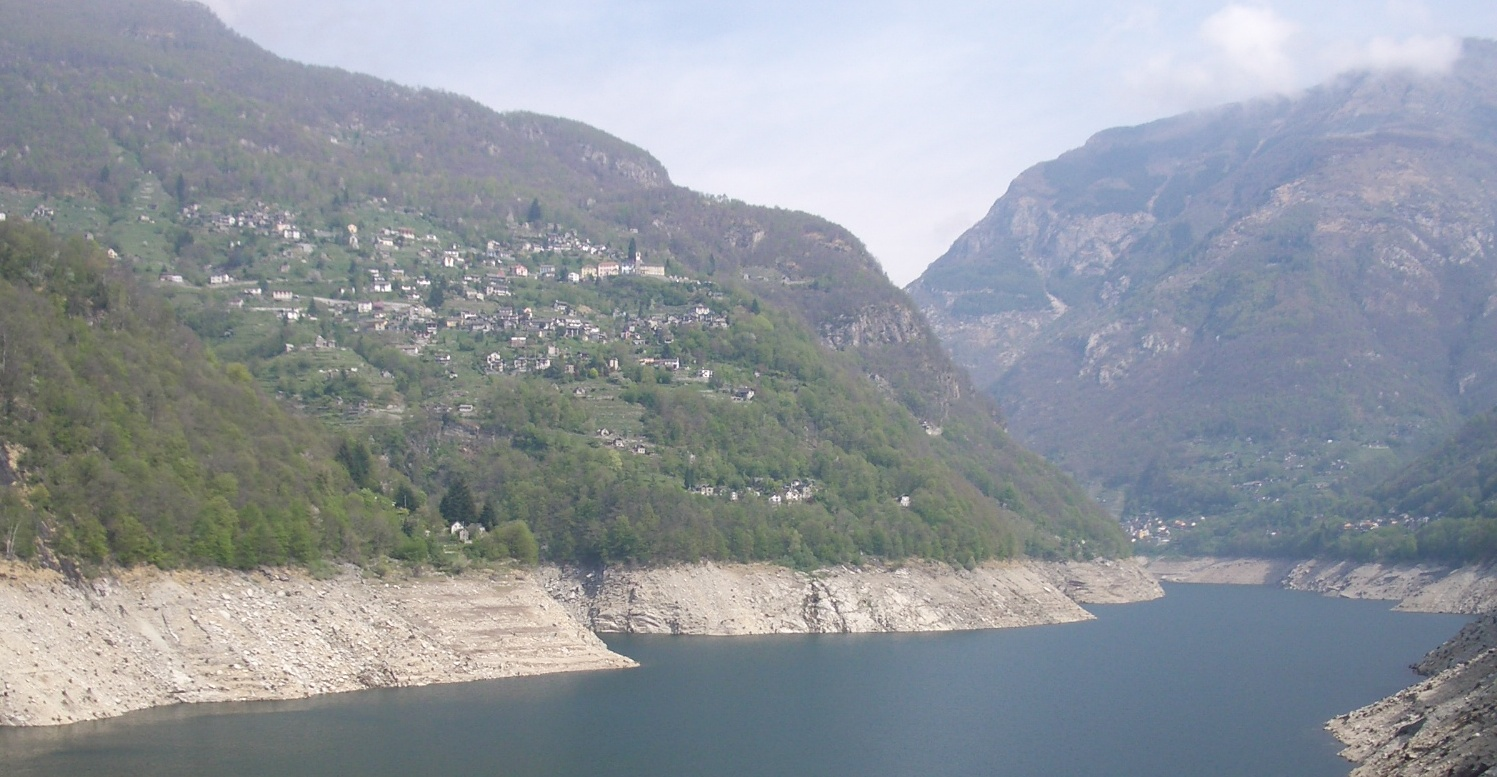
Blick von der Staumauer des Lago di Vogorno auf Mergoscia

Mergoscia, in der alpinlombardischen Ortsmundart Mergössa, Merghéscia [merˈgøsːa, merˈgeʃa], ist eine politische Gemeinde im Schweizer Kanton Tessin. Sie besteht aus den Fraktionen Ropiana, Busada, Benitt und Lissoi und gehört zum Bezirk Locarno sowie zu dessen Kreis Navegna.

## Geographie
Mergoscia liegt im unteren Verzascatal auf der westlichen Talflanke über dem Stausee Lago di Vogorno. Es hat seine Zufahrt über Contra und nicht wie die übrigen Dörfer im Verzascatal über Gordola.
Nachbargemeinden sind Avegno Gordevio, Brione sopra Minusio, Gordola, Tenero-Contra und Verzasca.

## Geschichte
Der Ort wurde erstmals 1061 (Kopie von 1402) als Mergossia erwähnt. Die Bedeutung des Ortsnamens ist unsicher. Ein Erklärungsversuch denkt an eine Ableitung von melica «Perlgras». Eine neuere, attraktivere Deutung führt den Namen auf malga zurück, eine vorlateinische Bezeichnung für die Berghütte, die Bergweide. Mergoscia trennte sich zu Anfang des 15. Jahrhunderts politisch von der Landschaft Locarno und schloss sich der Talschaft Verzasca an; kirchlich verselbständigte es sich 1591 von San Vittore in Muralto.
Mergoscia bildet nach wie vor eine eigenständige Bürgergemeinde.

## Bevölkerung
Einwohnerzahlen: Volkszählungsdaten
Die knappen wirtschaftlichen Ressourcen zwangen ab ca. 1860 zur Auswanderung, die vor allem nach Übersee führte. 1900 wurde die Fahrstrasse, 1997–98 der Tunnel von Mergoscia gebaut.

## Sehenswürdigkeiten
- Pfarrkirche Santi Carpoforo und Gottardo mit Pfarrhaus[12]
- Beinhaus (1733)[12]
- Oratorium Sant’Antonio da Padova im Ortsteil Rivapiana mit Fresko des Patrons von Silvio Baccaglio (1951)[12]
- Oratorium Madonna di Re im Ortsteil Lissoi mit Holzstatue der Madonna von Campini aus Mergoscia[12]
- Casa Torre, erbaut 1424[12]
- Zwei Schalensteine im Ortsteil Bedéglia
- Drei Schalensteine im Ortsteil Monte Fàed (1340 m ü. M.), einer genannt Er Pira[13]
- Zeichenstein Sass di cent crosg an der Grenze der Gemeinden Tenero-Contra und Brione sopra Minusio in Val Resa (300 m nach Viona)[14]

## Persönlichkeiten
- Pietro Andrea Innocente Franca (* 5. November 1768 in Mergoscia; † 22. Dezember 1826 in Muralto), Glockengiesser in Locarno 1790–1826.[15]
- Giovanni Bianconi (1891–1981), Bildschnitzer, Maler, Dialektdichter und Heimatforscher; in Mergoscia begraben.